# 鎌田三平
鎌田 三平（かまた さんぺい、1947年4月2日 - ）は、日本の翻訳家、文芸評論家、作家。
本名は瀧田英雄 (たきた ひでお)。

## 略歴
千葉県出身。3 - 4歳から大田区蒲田で暮らし、のちのペンネームの由来となった。
1971年に明治大学文学部英文科卒業。1972年に、早川書房入社。「ハヤカワ・ノベルズ」などの編集を担当するかたわら、「ハヤカワ・ミステリ・マガジン」に冒険小説のコラムを執筆。
瀧田 英雄名義での短編の翻訳もある。宮田 洋介も鎌田の別名義。
1979年、早川書房退社、翻訳家に専念。主にSF、冒険小説の翻訳を行う。また、評論、創作も手がけた。
1988年には、システムサコムから発売されたノベルウェア（「パソコンで読む小説」と銘打ったアドベンチャーゲーム）『シャティ』の原作を書いている。
浅倉久志が中心となって、翻訳家の交流会「エイト・ダイナーズ」が、小尾芙佐、深町眞理子、大村美根子、山田順子、佐藤高子、鎌田三平、白石朗というメンバーで行われていた。
日本推理作家協会、日本冒険作家クラブ会員。

## 著書
- 『リューヌ伝説 1』（小学館、スーパークエスト文庫） 1992
- 『リューヌ伝説 3』（小学館、スーパークエスト文庫） 1993
- 『リューヌ伝説 5』（小学館、スーパークエスト文庫） 1993
- 『アローン・イン・ザ・ダーク1』（小学館、スーパークエスト文庫） 1995
- 『アローン・イン・ザ・ダーク3 公式ガイドブック』（小学館、Popcom books） 1996
- 『影の艦隊 : ザ・シャドー1 スマトラ島人質救出作戦』（学習研究社、歴史群像新書） 1997
- 『影の艦隊 : ザ・シャドー2 邦人人質救出作戦決行』（学習研究社、歴史群像新書） 1997
- 『影の艦隊 : ザ・シャドー3 北朝鮮原子炉突入命令』（学習研究社、歴史群像新書） 1997
- 『影の艦隊 : ザ・シャドー4 細菌兵器超極秘回収命令』（学習研究社、歴史群像新書） 1997
- 『影の艦隊 : ザ・シャドー5 極東ロシア軍壊滅作戦』（学習研究社、歴史群像新書） 1998
- 『影の艦隊 : ザ・シャドー6 特務部隊最終戦闘命令』（学習研究社、歴史群像新書） 1998
- 『影の艦隊 : ザ・シャドー』上・下（学習研究社、学研M文庫） 2000
- 『スティール・ウルフ : 鋼鉄の狼 : 陸上自衛隊対テロ特殊部隊』（学習研究社、歴史群像新書） 2001
- 『テロリストの遺産 : 陸上自衛隊対テロ特殊部隊』（学習研究社、ウルフ・ノベルス） 2002

### 共著・編著
- 『世界の冒険小説・総解説』（責任編集、自由国民社） 1985、のち新版 1987、1991、1992
- 『アローン・イン・ザ・ダーク 公式ガイドブック』（グループ・クラムボン共著、小学館、Popcom books） 1994

### 編訳
- 『赤い霧のローレライ』（リイ・ブラケット他、編、青心社） 1991
- 『ロード・オブ・ウォー』（アンドリュー・ニコル脚本、編訳、竹書房、竹書房文庫） 2005
- 『アレキサンダー』（オリバー・ストーン, クリストファー・カイル, ラエタ・カログリディス脚本、編訳、竹書房、竹書房文庫） 2005

## 翻訳

### 鎌田三平名義
- 『激闘インド洋』（D・A・レイナー、パシフィカ、海洋冒険小説シリーズ12） 1979、のち西武タイム、Best sea adventures） 1986、のち改題文庫化『インド洋の死闘』 (創元推理文庫) 1986
- 『スコーピオン暗礁』（チャールズ・ウィリアムズ（英語版）、パシフィカ、海洋冒険小説シリーズ17） 1980、のち創元推理文庫
- 『氷雪の脱出行』（ジョー・ポイヤー、パシフィカ、海洋冒険小説シリーズ20） 1980
- 『星の王子チャーリー』（ポール・アンダースン, ゴードン・R・ディクスン、立風書房、海外SF&ファンタジー） 1981
- 『ルーカン戦争』（マイクル・コリンズ、久保書店SFノベルズ） 1981
- 『滅びの星』（エドモンド・ハミルトン、久保書店SFノベルズ） 1981
- 『殺しの標的 : 非情! 拳銃アクション』（ドナルド・ハミルトン、双葉社、Futaba novels） 1981、のち創元SF文庫
- 『亜宇宙漂流』（トマス・ブロック、文芸春秋、文春文庫） 1983
- 『誘拐犯はセミプロ』（グレゴリー・マクドナルド、文芸春秋、文春文庫） 1984
- 『テルジーの冒険』（ジェイムズ・H・シュミッツ、青心社） 1984、のち新潮文庫 1988、のちSeishinsha SF series 2005
- 『鋼の虎』（ジャック・ヒギンズ、徳間書店、徳間文庫） 1985
- 『盗まれた空母』（トマス・ブロック、文芸春秋、文春文庫） 1985
- 『眼下の敵』（D・A・レイナー、西武タイム、Best sea adventures） 1985、のち創元推理文庫
- 『マイアミ・バイス1』（ステファン・グレイブ、広済堂出版） 1986
- 『マイアミ・バイス3』（ステファン・グレイブ、広済堂出版） 1986
- 『ライオンルース』（ジェイムズ・H・シュミッツ、共訳、青心社） 1986、のちSeishinsha SF series 2007)
- 『吸血鬼の洞窟』（デイヴ・モーリス、東京創元社、創元推理文庫） 1986
- 『犬と猫のジョーク集』（ラリー・ワイルド、光文社、光文社文庫、世界のジョーク集3） 1986
- 『惑星カレスの魔女』（ジェイムズ・シュミッツ、新潮社、新潮文庫） 1987、のち創元推理文庫
- 『善意の殺人者』（ジェリー・オスター、新潮社、新潮文庫） 1987
- 『海賊船バンシー号 : アドベンチャーゲームブック』（A・チャップマン、社会思想社、現代教養文庫） 1987
- 『深海の悪魔 : アドベンチャーゲームブック』（S・ジャクソン、社会思想社、現代教養文庫） 1987
- 『ノールカプ岬』（ジョー・ポイヤー、東京創元社、創元推理文庫） 1987
- 『大統領の切り札』（ピーター・ベンチリー、光文社、光文社文庫） 1988
- 『荒鷲たちの挽歌』（ドゥエイン・アンキーファー、角川書店、角川文庫） 1988
- 『裏切り者の顔』（ドナルド・ハミルトン、岩尾圭共訳、東京創元社、創元推理文庫） 1989
- 『偽装の罠』（マイケル・デラヘイ、文芸春秋、文春文庫） 1990
- 『最後通告「聖戦」』上・下（ジョン・D・ランドル、光文社、光文社文庫） 1990
- 『デ・ダナンの騎士』（ケネス・フリント 、浅田圭共訳、角川書店、角川文庫、エリン戦記1） 1990
- 『ネイビー・シールズ』（ジェイムズ・B・アデア、二見書房、二見文庫、ザ・ミステリ・コレクション） 1990
- 『ロボコップ2』（エド・ナーハ、二見書房、二見文庫、ザ・ミステリ・コレクション） 1990
- 『海の勇者たち2』（ニコラス・モンサラット、徳間書店、徳間文庫） 1990
- 『海の勇者たち3』（ニコラス・モンサラット、徳間書店、徳間文庫） 1992
- 『これがバーチャル・リアリティの世界だ : 「仮想現実」で生活、企業、社会はこう変わる』 最新版（バリー・シャーマン, フィル・ジャドキンズ、徳間書店） 1993
- 『ファッション・アベニューの殺人』（クリストファー・ニューマン、徳間書店、徳間文庫） 1993
- 『新型核弾頭スカイダンサー』（G・アーチャー、新潮社、新潮文庫） 1993
- 『海底の戦場 : ステルス潜航艇アルバトロス』（スコット・カーペンター、二見書房、二見文庫、ザ・ミステリ・コレクション） 1993
- 『栄光の星のもとに』（ロバート・A・ハインライン、東京創元社、創元SF文庫） 1994
- 『過去を繋ぐ男』（ウォーレン・マーフィー, モリー・コクラン、二見書房、二見文庫、ザ・ミステリ・コレクション） 1995
- 『セント・アグネスの戦い』（トム・イードスン、集英社、集英社文庫） 1995
- 『ラファエロ真贋事件』（イアン・ペアズ、新潮社、新潮文庫） 1995
- 『警官殺し』（クリストファー・ニューマン、徳間書店、徳間文庫） 1995
- 『イレイザー』（ロバート・タイン、新潮社、新潮文庫） 1996
- 『掟』（ダニー・M・マーティン、二見書房、二見文庫、ザ・ミステリ・コレクション） 1996
- 『バーチュオシティ』（テリー・ビッソン、 徳間書店、徳間文庫） 1996
- 『ザ・サード・フォース : Gadget』（マーク・レイドロー、角川書店） 1996
- 『幻の漂流船』（ジャスティン・スコット、二見書房、二見文庫、ザ・ミステリ・コレクション） 1997
- 『エラリー・クイーン』（クイーン、集英社、集英社文庫、世界の名探偵コレクション10 7) 1997
- 『恐竜と生きた男』（ジョージ・ゲイロード・シンプソン、山田蘭共訳、徳間書店） 1997
- 『ホーン・マン』（クラーク・ハワード、山本光伸ほか共訳、光文社、光文社文庫、英米短編ミステリー名人選集2） 1998
- 『二分間強盗団、奔る』（スティーヴン・リード、扶桑社、扶桑社ミステリー） 1998
- 『Yの悲劇』（エラリー・クイーン、集英社、集英社文庫、乱歩が選ぶ黄金時代ミステリーbest10 4) 1998
- 『そして人類は沈黙する』（デヴィッド・アンブローズ、角川書店、角川文庫） 1998
- 『幽霊部隊』（ウォルター・ウェイジャー、二見書房、二見文庫、ザ・ミステリ・コレクション） 1999
- 『高度6万フィートの毒殺』（ゴードン・トーマス、新潮社、新潮文庫） 1999
- 『ロシア人のまっかなホント』（エリザベス・ロバーツ、マクミランランゲージハウス） 2000
- 『タイタンA.E.』（スティーブ・ペリー, ダル・ペリー、角川書店、角川文庫） 2000
- 『デジタル・パラサイト』（L・グレシュ, R・ワインバーグ、 徳間書店、徳間文庫） 2000
- 『復讐の天使』（ロビン・ハンター、角川書店、角川文庫） 2001
- 『贈る物語mystery』（綾辻行人編、共訳、光文社） 2002、のち文庫
- 『ダーク・エンジェル : 戦闘前夜』（マックス・アラン・コリンズ、角川書店、角川文庫） 2002
- 『フレディVSジェイソン』（スティーブン・ハンド、竹書房、竹書房文庫） 2003
- 『凍土の牙』（ロビン・ホワイト、文藝春秋、文春文庫） 2003
- 『ウェイティング』（フランク・M・ロビンソン、角川書店、角川文庫） 2003
- 『シリウス・ファイル』（ジョン・クリード、新潮社、新潮文庫） 2004
- 『エイリアンVSプレデター』（マーク・セラシーニ、竹書房、竹書房文庫） 2004
- 『迷宮の暗殺者』（デイヴィッド・アンブローズ、ソニー・マガジンズ、ヴィレッジブックス） 2004
- 『キング・アーサー』（フランク・トンプソン、竹書房、竹書房文庫） 2004
- 『ファンタスティック・フォー：超能力ユニット』（ピーター・デイヴィッド、竹書房、竹書房文庫） 2005
- 『偶然のラビリンス』（デイヴィッド・アンブローズ、ソニー・マガジンズ、ヴィレッジブックス） 2005
- 『シャドウ・ゲーム』（ジョン・クリード、新潮社、新潮文庫） 2006
- 『ウルトラヴァイオレット』（イヴォンヌ・ナヴァーロ、竹書房、竹書房文庫） 2006
- 『ロシア軍殺戮指令』上・下（ジェイムズ・バリントン、二見書房、二見文庫 ザ・ミステリ・コレクション） 2006
- 『ブラック・ドッグ』（ジョン・クリード、新潮社、新潮文庫） 2007
- 『永久凍土の400万カラット』（ロビン・ホワイト、文藝春秋、文春文庫） 2008
- 『パニック!』（ジェフ・アボット、ヴィレッジブックス） 2008
- 『ディミティおばさま現わる』（ナンシー・アサートン、ランダムハウス講談社、優しい幽霊1） 2008
- 『ディミティおばさま旅に出る』（ナンシー・アサートン、朝月千晶共訳、ランダムハウス講談社、優しい幽霊2） 2009
- 『ディミティおばさまと古代遺跡の謎』（ナンシー・アサートン、朝月千晶共訳、ランダムハウス講談社、優しい幽霊3） 2009
- 『懸賞首の男』（ブレット・バトルズ、ランダムハウス講談社、掃除屋クィン1） 2009
- 『ザ・パシフィック』上・下（ヒュー・アンブローズ、監修、菊池由美共訳、ACクリエイト、AC Books） 2010
- 『裏切りの代償』（ブレット・バトルズ、武田ランダムハウスジャパン、RHブックス+プラス、掃除屋クィン2） 2011
- 『ロボポカリプス』（ダニエル・H・ウィルソン、角川書店） 2012

#### デュマレスト・サーガ
- 『嵐の惑星ガース』（E・C・タブ、東京創元社、創元推理文庫、デュマレスト・サーガ1） 1982
- 『キノコの惑星スカー』（E・C・タブ、東京創元社、創元推理文庫、デュマレスト・サーガ5） 1982
- 『幻影惑星トーマイル』（E・C・タブ、東京創元社、創元推理文庫、デュマレスト・サーガ9） 1983
- 『秘教の惑星ナース』（E・C・タブ、東京創元社、創元推理文庫、デュマレスト・サーガ13） 1983
- 『死霊の惑星ザキム』（E・C・タブ、東京創元社、創元推理文庫、デュマレスト・サーガ17） 1983
- 『空想惑星エスリン』（E・C・タブ、東京創元社、創元推理文庫、デュマレスト・サーガ21） 1984
- 『天翔ける惑星ザブル』（E・C・タブ、東京創元社、創元推理文庫、デュマレスト・サーガ24） 1984
- 『鳥人の惑星ヘヴン』（E・C・タブ、東京創元社、創元推理文庫、デュマレスト・サーガ27） 1985

#### 「ダーク・ソード」
- 『ダーク・ソード1 暗き予言の始まり』（M・ワイス, T・ヒックマン、富士見書房、富士見ドラゴンノベルズ） 1989
- 『ダーク・ソード2 暗黒の剣の誕生』（M・ワイス, T・ヒックマン、富士見書房、富士見ドラゴンノベルズ） 1989
- 『ダーク・ソード3 暗黒の王子』（M・ワイス, T・ヒックマン、小林理子共訳、富士見書房、富士見ドラゴンノベルズ） 1989
- 『ダーク・ソード4 光と闇の都市』（M・ワイス, T・ヒックマン、小林理子共訳、富士見書房、富士見ドラゴンノベルズ） 1990
- 『ダーク・ソード5 死者たちの挑戦』（M・ワイス, T・ヒックマン、小林理子共訳、富士見書房、富士見ドラゴンノベルズ） 1990
- 『ダーク・ソード6 暗黒の剣の勝利』（M・ワイス, T・ヒックマン、小林理子共訳、富士見書房、富士見ドラゴンノベルズ） 1991

#### 「第七の空母」
- 『第七の空母2 地中海進撃作戦』（ピーター・アルバーノ、徳間書店） 1994
- 『第七の空母3 マレー沖航空決戦』（ピーター・アルバーノ、徳間書店） 1994
- 『第七の空母4 朝鮮半島奇襲作戦』（ピーター・アルバーノ、徳間書店） 1994
- 『第七の空母5 カロリン沖大海戦』（ピーター・アルバーノ、徳間書店） 1995

※『第七の空母1 真珠湾突撃作戦』(1993)は、中村融訳

#### ボブ・メイヤー
- 『チャイナ・ウォー13』（ボブ・メイヤー、二見書房、二見文庫、ザ・ミステリ・コレクション） 1994
- 『バイオ・ソルジャー』（ボブ・メイヤー、二見書房、二見文庫、ザ・ミステリ・コレクション） 1995
- 『抹殺』（ボブ・メイヤー、二見書房、二見文庫、ザ・ミステリ・コレクション） 1996
- 『機密基地』（ボブ・メイヤー、二見書房、二見文庫、ザ・ミステリ・コレクション） 2003
- 『ふたりの逃亡者』（ボブ・メイヤー、二見書房、二見文庫、ザ・ミステリ・コレクション） 2008

#### ジョー・R・ランズデール
- 『罪深き誘惑のマンボ』（ジョー・R・ランズデール、角川書店、角川文庫） 1996
- 『ムーチョ・モージョ』（ジョー・R・ランズデール、角川書店、角川文庫） 1998
- 『凍てついた七月』（ジョー・R・ランズデール、角川書店、角川文庫） 1999
- 『バッド・チリ』（ジョー・R・ランズデール、角川書店、角川文庫） 2000
- 『人にはススメられない仕事』（ジョー・R・ランズデール、角川書店、角川文庫） 2002
- 『テキサスの懲りない面々』（ジョー・R・ランズデール、角川書店、角川文庫） 2003

#### デニス・レヘイン
- 『スコッチに涙を託して』（デニス・レヘイン、角川書店、角川文庫） 1999
- 『闇よ、我が手を取りたまえ』（デニス・レヘイン、角川書店、角川文庫） 2000
- 『穢れしものに祝福を』（デニス・レヘイン、角川書店、角川文庫） 2000
- 『愛しき者はすべて去りゆく』（デニス・レヘイン、角川書店、角川文庫） 2001
- 『雨に祈りを』（デニス・レヘイン、角川書店、角川文庫） 2002
- 『ムーンライト・マイル』（デニス・レヘイン、角川書店、角川文庫） 2011

#### 「CSI」シリーズ
- 『CSI:科学捜査班 : ダブル・ディーラー』（マックス・アラン・コリンズ、角川書店、角川文庫） 2005
- 『CSI:科学捜査班 : シン・シティ』（マックス・アラン・コリンズ、角川書店、角川文庫） 2005
- 『CSI:科学捜査班 : コールド・バーン』（マックス・アラン・コリンズ、角川書店、角川文庫） 2006
- 『CSI:ニューヨーク : 死の冬』（スチュアート・カミンスキー、角川書店、角川文庫） 2008
- 『CSI:マイアミ : カルトの狂気』（ドン・コルテス、角川書店、角川文庫） 2008
- 『CSI:科学捜査班 : 死の天使』（マックス・アラン・コリンズ、角川書店、角川文庫） 2008
- 『CSI:ニューヨーク 焼けつく血』（スチュアート・カミンスキー、角川書店、角川文庫） 2009
- 『CSI:マイアミ 水中の悪魔』（ドン・コルテス、角川書店、角川文庫） 2009
- 『CSI:科学捜査班 鮮血の絆』（マックス・アラン・コリンズ、角川書店、角川文庫） 2009

### 宮田洋介名義
- 『運命号の冒険』（デイヴィッド・グリンネル、久保書店QTブックス:SF） 1978
- 『眼下の敵』（D・A・レイナー、パシフィカ、海洋冒険小説シリーズ） 1978
- 『テラ防衛軍と暗黒星域』（フランクリン・ハドリイ、久保書店SFノベルス） 1980